# ミール (深海探査艇)
ミール (ロシア語: "Мир", 世界 または平和)は自律推進型の深海潜水艇である。この計画は当初、ソビエト科学アカデミー(現在のロシア科学アカデミー)とラズリト設計局によって基本設計がなされ、後にフィンランドに2隻が発注された。詳細設計と建造はフィンランドのラウマ・レポラの海洋部門が担当し、ミール1とミール2は1987年に納入された。このプロジェクトはシルショフ海洋研究所から派遣された技術者の監督の下で進められた。

## 特徴
船体は科学研究に使用する目的で設計された。潜水艦の救助作業をアシストするために使用することも想定されているが、潜水中に人が乗り移るだけのスペースはない。2隻のミールを運搬し、潜水作業中の指揮をとる母船は調査船アカデミク・ムスチスラフ・ケルディシュ。現在、2隻ともロシア科学アカデミーが運用している。
ミールは最大6000メートル(19,685フィート)まで潜水できる。3000メートル以上潜水できる有人潜水艇はミールの他には、アメリカのアルビン、シークリフ、ディープスター20000と日本のしんかい6500とフランスのノティールと中国の蛟竜号がある。世界の海洋の98%は6,000m未満の深度であることから、ほとんどの海域に対応できる。深海層まで潜水できるこれらの潜水艇は全て乗員が3人である。
従来の深海潜水艇は、チタンを溶接して耐圧殻を製造していたが、ミールの耐圧殻はチタンよりも引張り強度/重量比が10%優れているマルエージング鋼で作られている 。この合金は約30%のコバルトと少量のニッケル、クロムとチタンから構成される。2個の半球は鋳造、機械加工され溶接を避けてボルトで接合される。船体全体の比重は水の比重に近く、そのため異なる深度へと容易に移動できる。さらに浮力は容積8立方mのシンタクチックフォーム(直径数十～数百μmのガラスなどの中空球を合成樹脂で固めた材料)で得る。他の深海潜水艇が海洋底に到達する為に鉄製のバラストを使用するのとは異なり、ミールはバラストタンクによって浮力と深度を調節する。
- ミールは全長7.8m、全幅3.6m、全高3.0mで重量18,600kg(最大積載量290kg)である。耐圧殻の厚みは5cmで内径は2.1mである。耐圧殻には3箇所の観察窓が設けられており(窓の材料の厚みは18cm)、前方の窓が直径20cm、両側面の窓がそれぞれ直径12cmである。
- 動力は容量が100kWhのニッケル・カドミウム蓄電池である。電動機で油圧ポンプを駆動して油圧マニピュレータと3基のスクリューを駆動する。後部に設置された油圧式スクリューは9kWで駆動し、両側の2基のスクリューはそれぞれ2.5kWの出力を持つ。水中での最大速度は5ノットである。
- 縦方向のトリム調整は前と後ろの2個の球形バラスト水タンクを使用する。水は必要に応じて圧縮空気で外部へ排出可能である。
- 室内の空気圧は常に大気圧と同等に維持されている。宇宙船に搭載されている装置と似た水酸化リチウム濾過機で二酸化炭素を取り除き、空気は再利用される。
- 極超短波無線が水上での通信に使用される。250mまでの範囲内で対象物と距離を表示するイメージソナーを搭載している。着底する際、海底までの距離も正確に測定できる。

- 生命維持装置の容量は246人×時間または3人では3.42日分である。
- ユニットは深度6,000mでの水圧に応じた設計がされており、125%での圧力で試験された。実地試験においてミール1は6,170mに、またミール2は6,120mに達した。
- 最初は、油圧式マニピュレーターは、ヘルメットのような収納可能な透過型バイザーで覆われていたが、1994年のオーバーホールで取り除かれた。
- ミールは最大垂直速度毎分40mで深度を変える（潜る）ので、目的の深度到達まで数時間必要である[2]。これは日本の有人深海探査艇などでも変わらない。

## フィンランドとソビエトの共同作業
2隻のミールの建造は、冷戦下におけるフィンランド-ソビエトの経済的、技術的な協力の重要な例になった。カナダ、フランス、スウェーデンからの応札は、おそらくは政治的圧力により、撤回された。後に、当時のラウマ・レポラの部門長であったピーター・ラクセルがSTT（フィンランドの通信社）に語ったところでは、「プロジェクトはどうせ失敗するとアメリカのココム委員会が思っていたことが前提となって、フィンランドは船体を納入する許可を得ることができた」と信じている。「我々が設計を成し遂げたことが彼らの目にも明らかになるや、どうしたらこんな技術をソビエトに売ることが出来るんだと大騒ぎになって、ペンタゴンにはたくさんの人が押しかけた」
ココム規制のために、使用されているほとんどの技術をフィンランドで開発しなければならなかった。電装はホルミングが開発した。シンタクチックフォームは、業界首位の3Mが供給を断ってきたので、エクセルが製造した 。
ソビエトに流入する技術レベルの高さがアメリカで問題になったのである。例えば、海底に敷設したアメリカの対潜水艦深海聴音装置を除去することが可能な先導潜水艦部隊を組織するのではないかという懸念をペンタゴンは持っていた。ラウマ・レポラは裏で経済的な制裁を行うという脅しを受けた。利益の大きい洋上型石油プラットフォームの市場を失う可能性の前にラウマ・レポラは屈し、フィンランドでの潜水艦の開発はストップした(ラウマ・レポラは会社を閉鎖し、その後ホルミングと合併してフィンヤードとなった。現在のSTX)。また燃料電池を基にした大気非依存推進（こうした機関は主として潜水艦の主機に用いられる)の開発が放棄された。
全長122mの母船である調査船アカデミク・ムスチスラフ・ケルディシュも同様に1980年にフィンランドのラウマのホルミング造船所(現在の STX フィンランド)で建造された。

## 探検
タイタニックとビスマルクの撮影
1990年代半ばと2000年代初頭に、映画タイタニックで使用するため、アメリカのジェームズ・キャメロンにより、深度3,821mにてタイタニック号の撮影に使用された。同様に映画ジェームズ・キャメロンのタイタニックの秘密と、2002年公開の映画Expedition: Bismarckで用いるため、深度4,700mでビスマルクを撮影した。
2007年北極点潜水
2007年8月2日、ミールは北極点の海底、深度4,261mに史上初めて到達し、ロシアの国旗を立てた。これに対して各国から抗議が行われた。
このときのミール1の乗員は、パイロットがAnatoly Sagalevich、探検家のArthur Chilingarov、およびVladimir Gruzdevである。
ミール1は、海底にカリーニングラードの"Fakel"が製作した、チタン合金でできた1mの高さのロシア国旗を立て、次世代へのメッセージを入れたタイムカプセルを残した。さらに海底の泥と水が採取された。
2008年-2009年のバイカル湖探検
2008年7月、ミール1およびミール2は、世界最大の貯水量を誇る淡水湖、バイカル湖へ2年間の遠征を始めた。探検はロシア科学アカデミーが率いた。この探検中160回の潜水が予定されており、その大部分は未踏である。8月1日には湖の南部にウラジーミル・プーチン首相が潜水した。